# Чигін Володимир Семенович
Володимир Семенович Чигін (1924, село Сулимів, тепер Жовківського району Львівської області) — український радянський діяч, новатор сільськогосподарського виробництва, машиніст льонопереробного агрегату колгоспу імені Карла Маркса Нестеровського (Жовківського) району Львівської області. Герой Соціалістичної Праці (30.04.1966). Депутат Верховної Ради УРСР 6-го скликання.

## Біографія
Народився в селянській родині. Закінчив сільську школу. З 1940 року — учень коваля, коваль колгоспу імені Богдана Хмельницького села Віднів Куликівського району Львівської області.
З 1944 року — в Червоній армії. Учасник німецько-радянської війни. Служив навідником артилерійської батареї.
З кінця 1940-х років — їздовий; коваль 2-ї колгоспної бригади; машиніст льонопереробного (льонотіпального) агрегату «ТЛ-40» колгоспу імені Карла Маркса села Сулимів (центральна садиба у селі Надичі) Нестеровського (тепер — Жовківського) району Львівської області. Досягнув рекордного виробітку на агрегаті. За сезон виробляв по 700-800 і більше центнерів льону.
Член КПРС з 1965 року.
Потім — на пенсії в селі Сулимів Жовківського району Львівської області.

## Нагороди
- Герой Соціалістичної Праці (30.04.1966)
- орден Леніна (30.04.1966)
- орден Вітчизняної війни 2-го ст. (6.04.1985)
- ордени
- дві медалі «За відвагу»